# Stellenbosch
Stellenbosch (pronuncia afrikaans /stælənˌbɔs/) è una città del Sudafrica, situata nel distretto di Cape Winelands, nella provincia del Capo Occidentale. Sorge sulle sponde dell'Eerste, a 50 km da Città del Capo e dopo quest'ultima è il secondo più antico insediamento europeo del Western Cape. Viene chiamata anche City of Oaks ("città delle querce", Eikestad in afrikaans) a causa del grande numero di questi alberi che furono piantati dai suoi fondatori per adornare le strade.
Ospita una delle principali università sudafricane (e la più antica), che forma gran parte dell'élite afrikaner. A Stellenbosch si trova anche Il Technopark, uno dei più importanti centri di ricerca tecnologica del Paese.

## Storia

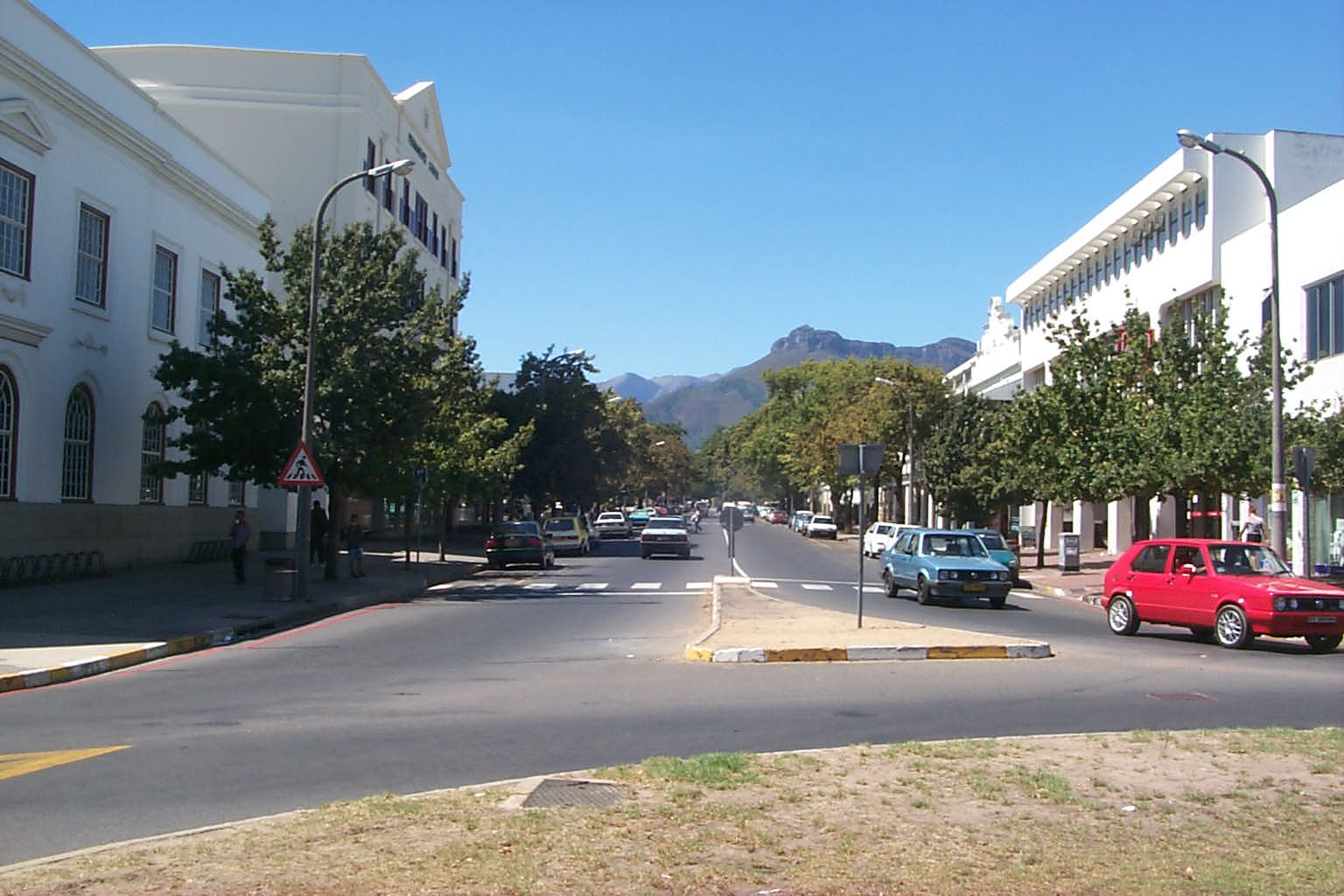
Plein Street, nel centro

La città fu fondata nel 1679 dall'allora governatore della Colonia del Capo olandese Simon van der Stel, che la battezzò ispirandosi al proprio nome: "Stellenbosch" significa "foresta di Stel". Fu costruita sulle sponde dell'Eerste River (letteralmente "il primo fiume"), così chiamato perché fu il primo incontrato dall'esploratore Jan van Riebeeck, mandato in avanscoperta nell'entroterra da Città del Capo.
I coloni olandesi, che erano abili ingegneri idraulici, costruirono un sistema di canali che attraversava la città e alimentava un mulino ad acqua. Lo sviluppo della città fu così rapido che essa diventò un centro indipendente già nel 1682 e nel 1685 divenne capitale di un distretto giudiziario di 25.000 km².
A Stellenbosch si insediarono sia olandesi che francesi ugonotti; furono soprattutto questi ultimi a dare inizio alla viticoltura nella valle, dove oggi si producono i più rinomati vini sudafricani. Il clima mediterraneo, tipico di tutto il Capo Occidentale, è ideale per questo tipo di coltivazione.
La prima scuola fu aperta nel 1683, ma un vero sistema scolastico entrò in funzione solo dopo la metà del XIX secolo, quando la Chiesa Riformata fondò nella città un seminario e un ginnasio (het Stellenbossche Gymnasium). Nel 1874 fu fondato il Collegio Victoria che nel 1918 si trasformò nell'Università di Stellenbosch.

## Popolazione
Stellenbosch ha una popolazione di circa 90.000 persone residenti (dato del 2000). Questa valutazione è basata sul numero di abitazioni formalmente registrate, e va quindi considerata come una sottostima, poiché nei dintorni di Stellenbosch si trovano anche diverse township.

## Viticoltura

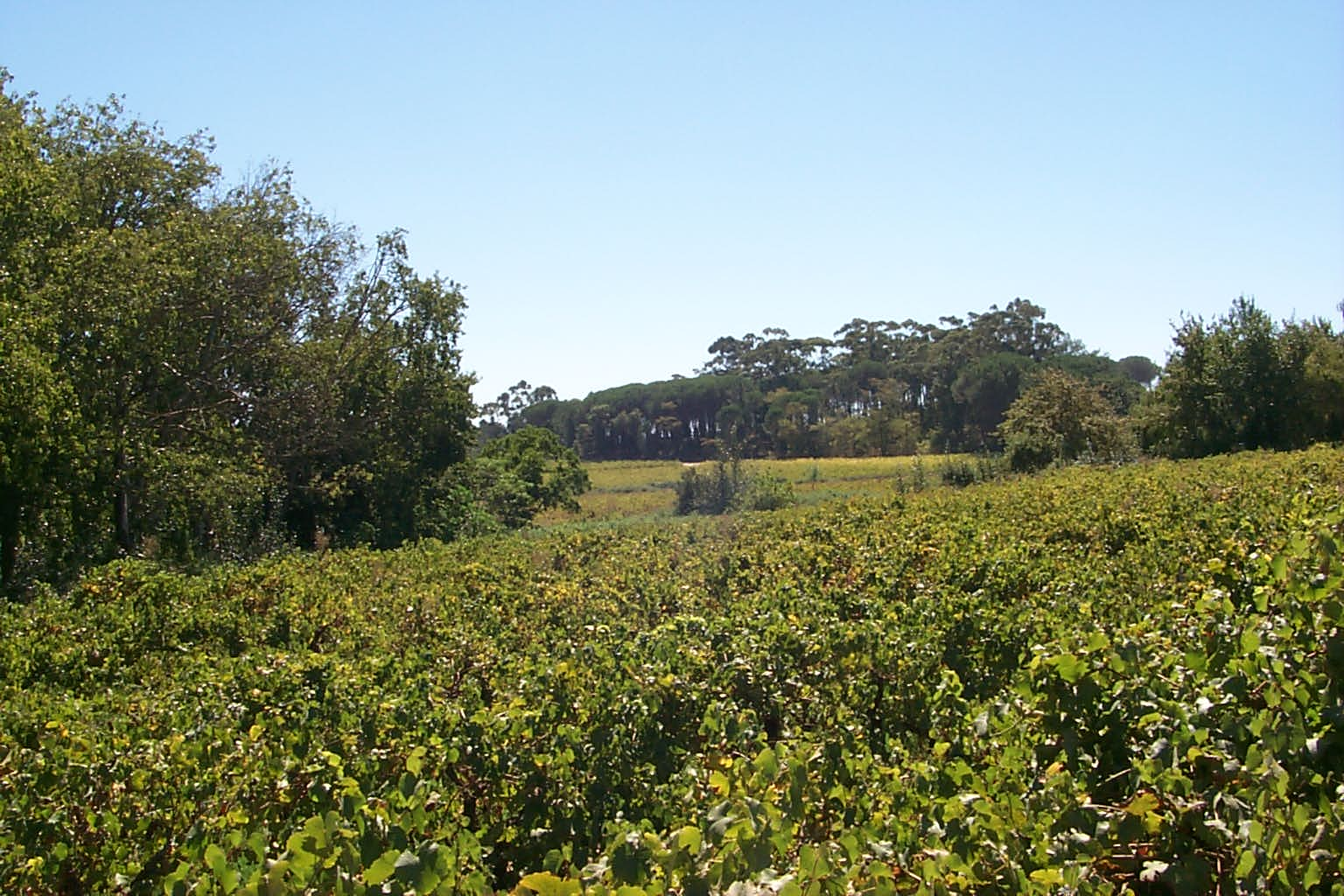
Vigneti nella zona di Stellenbosch

I territori di Stellenbosch, Paarl e Franschhoek formano il distretto di Cape Winelands, la più importante zona vinicola del Sudafrica. L'industria del vino è una delle principali del Paese, con una produzione di oltre un miliardo di litri all'anno. In gran parte dell'Africa subsahariana il vino sudafricano è l'unico che si trova nella maggior parte degli alberghi e dei ristoranti; alcune marche sudafricane sono distribuite anche in Europa e nel resto del mondo.
Stellenbosch si trova sulla Wine Route, uno dei più popolari percorsi turistici (che prevede, come ci si può aspettare, numerose soste per degustazioni), ed è il cuore dell'imponente industria vitivinicola. Qui si svolge gran parte della ricerca; il professor Abraham Izak Perold fu il primo professore di Viticoltura dell'Università di Stellenbosch. I vini prodotti a Stellenbosch includono Meerlust, Rubicon, Plaisir de Merle, Hamilton Russel e Novello del Capo.

## Università di Stellenbosch
L'Università di Stellenbosch è una delle principali università sudafricane. Conta 10 facoltà, comprese Ingegneria, Scienza e Arte, e circa 25.000 studenti. La lingua ufficiale dell'ateneo è l'afrikaans, ma la maggior parte dei corsi avanzati si tengono in inglese.

## Sobborghi
- Arbeidslus
- Brandwacht
- Cloetesville
- Dalsig
- De Zalze
- Dennesig
- Die Boord, precedentemente noto come Rhodes Fruit Farms (vedi Cecil Rhodes)
- Die Rant
- Idas Valley
- Jamestown
- Karendal
- Kayamandi
- Welbedaght
- La Colline
- Mostertsdrift
- Onderpapegaaiberg, precedentemente noto come Voëltjiesdorp
- Paradyskloof
- Plankenberg
- Rozendal
- Simonswyk
- Techno Park
- Tennantville
- Town central
- Uniepark
- Universiteitsoord

## Monumenti e luoghi d'interesse

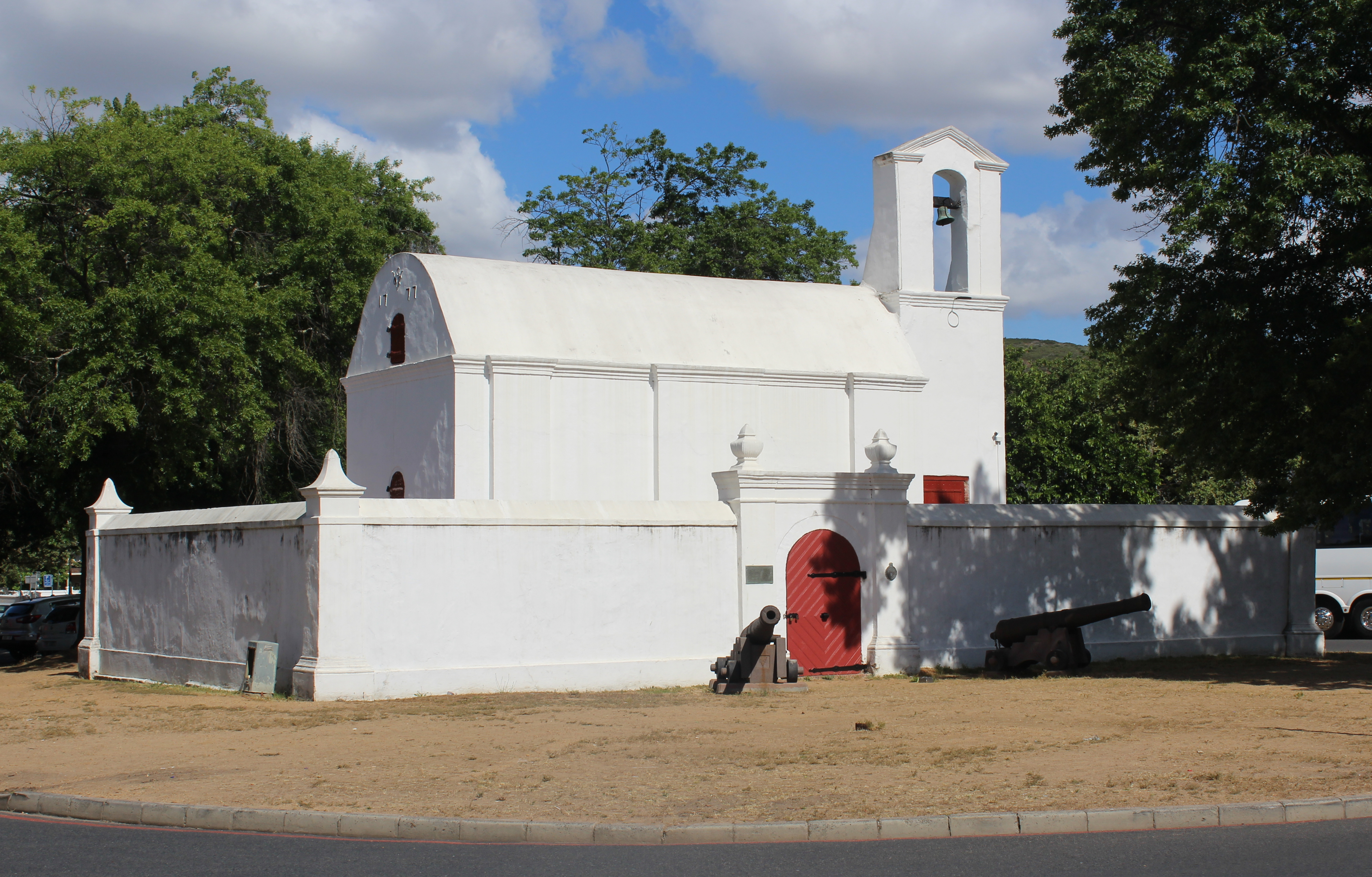
VOC Kruithuis (Arsenal) - 1777

Stellenbosch è rinomata per la sua architettura in stile coloniale olandese del Capo; la via principale, Dorp Street, raccoglie numerosi edifici storici ed è per questo monumento nazionale. La piazza principale (Braak) ospita un piccolo museo militare,  situato in una ex polveriera della Compagnia olandese delle Indie orientali del 1777, chiamato VOC Kruithuis. Sempre sulla piazza si affacciano l'ex municipio, il Burgerhuis (1797), la chiesa di Mary's on the Braak (1852). Fra i musei si possono citare il Rupert Museum, dedicato all'arte contemporanea, il Village Museum, comprendente sei abitazioni d'epoca che ricostruiscono la vita quotidiana dei secoli scorsi) e lo Stellenryck Wine Museum, dedicato alla storia della viticoltura, che ospita tra l'altro un grande torchio antico.
Un altro settore turistico ampiamente sviluppato a Stellenbosch è quello delle aziende vinicole. La più caratterista è la Meerlust, a 10 km a sud della città. Essa è situata in una prestigiosa dimora del 1693, resa famosa dal libro L'alleanza di James Albert Michener, ove operò anche l'enologo italiano Giorgio Dalla Cia.